# Аддуму
Аддуму (Хаддуму; финик. Ad-du-mu) — царь Сидона в XIII веке до н. э.

## Биография
Аддуму известен только по двум цилиндрическим печатям из лазурита. В надписях на них он назван правителем Сидона. Ещё на одном артефакте упоминается имя его сына Аннивы. Текст на печатях написан клинописью, но форма изделия и графические изображения на нём основываются на египетских образцах. Это позволяет историкам делать предположение, что хотя во времена Аддуму Сидон всё ещё находился в сфере интересов правителей Египта, в городе уже было сильно влияние городов-государств Месопотамии (особенно Угарита), с которыми сидоняне поддерживали тесные торговые отношения. Об этом же свидетельствует и аккадское происхождение имени царя Аддуму.
Правление Аддуму датируется XIII веком до н. э. О том, кто был его предшественником на сидонском престоле, точно не известно. Возможно, это был Адад-яшма, деятельность которого относится ко второй половине XIV — началу XIII века до н. э. После Аддуму власть над Сидоном унаследовал его сын Аннива.